# Amore/Notte (Sweet Lady Blue)
Amore/Notte (Sweet Lady Blue) è un singolo della cantante italiana  Gilda Giuliani pubblicato nel 1976 dalla RCA. Tutti e due i brani fanno parte dell'album Donna.

## Amore
Ha partecipato al Festivalbar 1976. Nel 1994 è stata ripresa da Mina e  Riccardo Cocciante. L'autore è Maurizio Monti.

## Notte (Sweet Lady Blue)
È la cover in italiano del brano Sweet Lady Blue degli Oliver Onions, lato B di Sandokan sigla dell'omonima serie televisiva italiana.